# Leichtathletik-Europameisterschaften 1946/Dreisprung der Männer

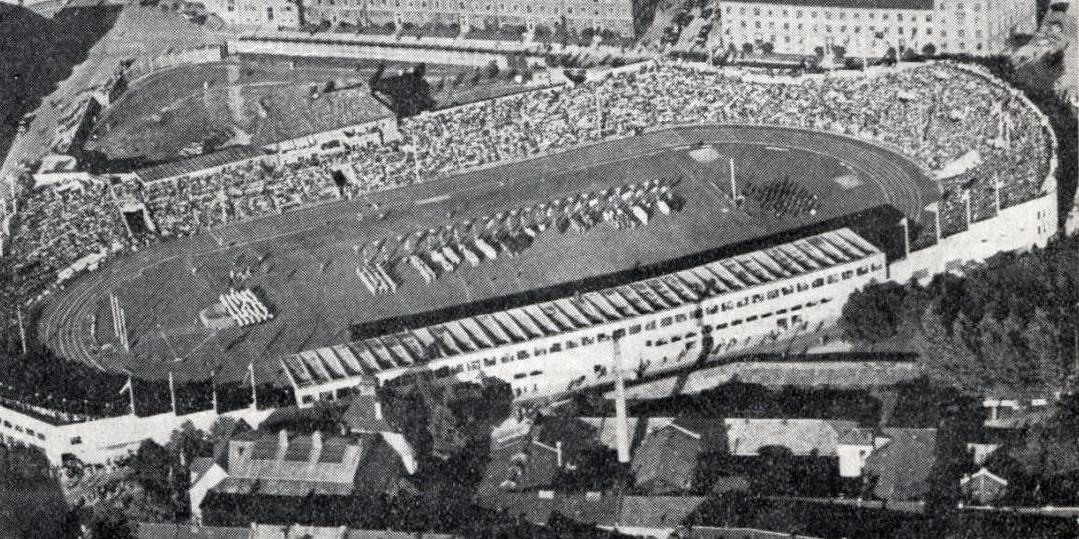
Das Bislett-Stadion in Oslo kurz nach den Europameisterschaften

Der Dreisprung der Männer bei den Leichtathletik-Europameisterschaften 1946 wurde am 22. August 1946 im Bislett-Stadion der norwegischen Hauptstadt Oslo ausgetragen.
Mit Silber und Bronze gingen zwei Medaillen an schwedische Athleten. Europameister wurde der Finne Valle Rautio. Den zweiten Platz belegte Bertil Johnsson. Bronze ging an Arne Åhman.

## Rekorde

### Bestehende Rekorde
| Weltrekord           | 16,00 m | Tajima Naoto   | OS Berlin, Deutsches Reich | 6. August 1936    |
| Europarekord         | 15,48 m | Vilho Tuulos   | Borås, Schweden            | 6. Juli 1923      |
| Meisterschaftsrekord | 15,32 m | Onni Rajasaari | EM Paris, Frankreich       | 4. September 1938 |

Der bestehende EM-Rekord wurde bei diesen Europameisterschaften nicht erreicht. Die größte Weit erzielte der finnische Europameister Valle Rautio mit 15,17 m im Finale am 22. August, womit er den Meisterschaftsrekord um fünfzehn Zentimeter verfehlte. Gleichzeitig blieb er 31 Zentimeter unter dem Europa- und 83 Zentimeter unter dem Weltrekord.

### Rekordverbesserung
Es wurde ein neuer Landesrekord aufgestellt:

14,11 m – Stefán Sörensson (Island), Finale am 22. August

## Durchführung
Bei der Teilnehmerzahl von neun Athleten konnte auf eine Qualifikation verzichtet werden. So traten alle Dreispringer gemeinsam zum Finale an. Ob es, wie zum Beispiel bei den Olympischen Spielen üblich, für alle Teilnehmer drei Versuche und dann für die sechs Besten drei weitere Sprünge gab oder ob der Modus anders aussah, geht aus den Quellen nicht hervor.

## Finale

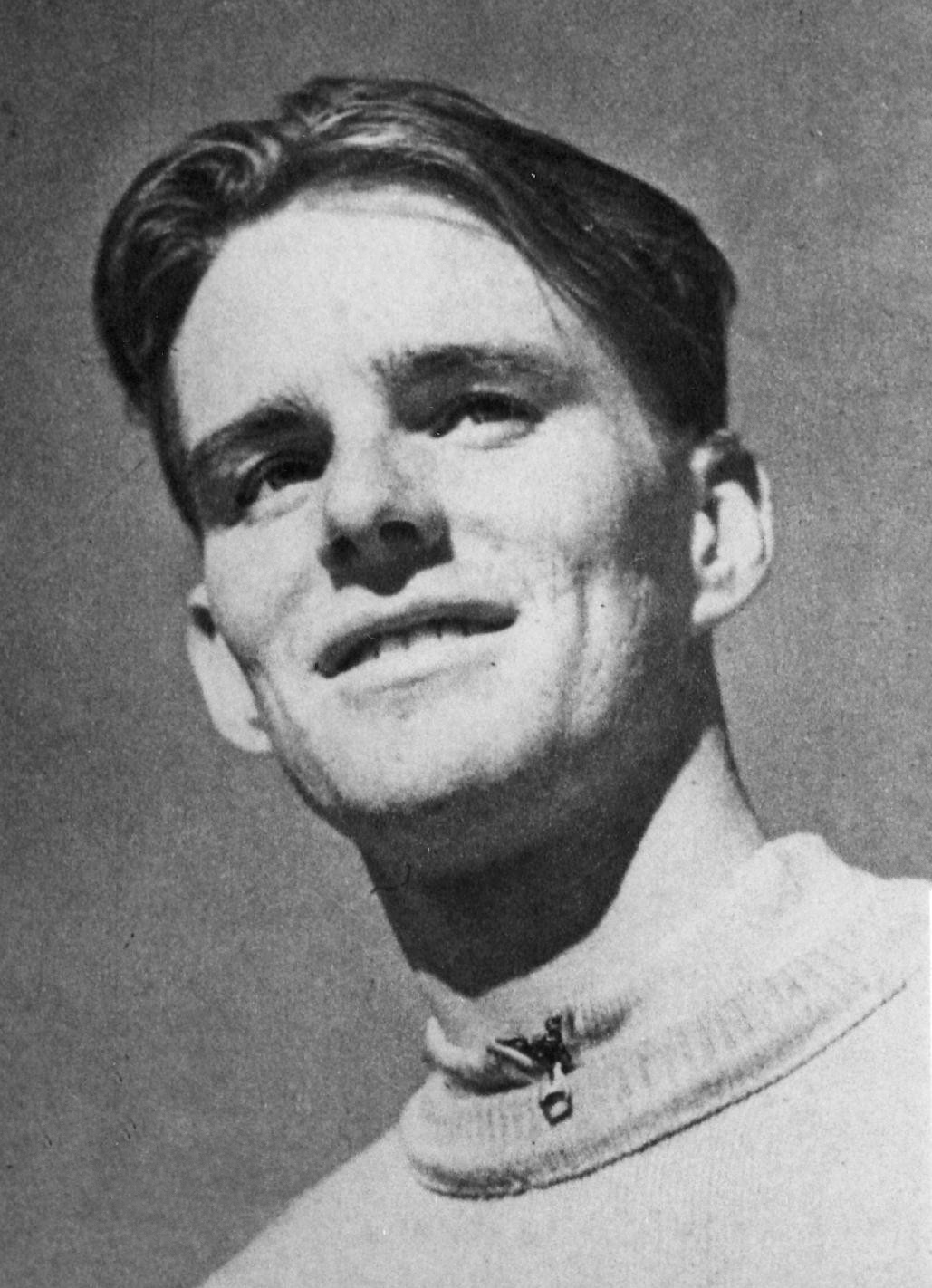
Vizeeuropameister Bertil Johnsson
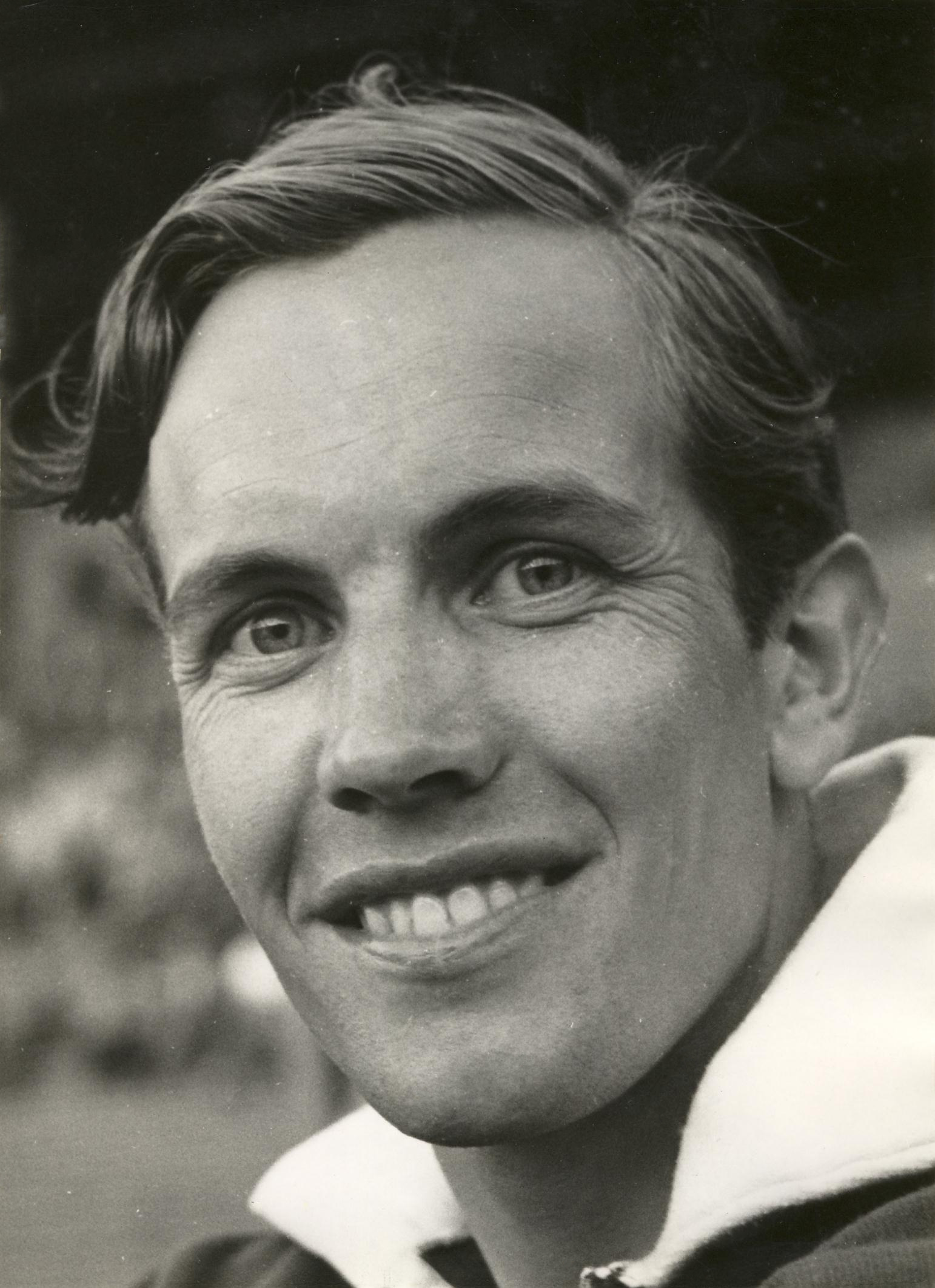
Bronzemedaillengewinner Arne Åhman

22. August 1946, 17.35 Uhr
| Platz | Name             | Nation           | Weite (m) |
| ----- | ---------------- | ---------------- | --------- |
| 1     | Valle Rautio     | Finnland         | 15,17000  |
| 2     | Bertil Johnsson  | Schweden         | 15,15000  |
| 3     | Arne Åhman       | Schweden         | 14,96000  |
| 4     | Eugen Haugland   | Norwegen         | 14,76000  |
| 5     | Hannes Sonck     | Finnland         | 14,70000  |
| 6     | Preben Larsen    | Dänemark         | 14,65000  |
| 7     | Stefán Sörensson | Island           | 14,11 NR  |
| 8     | Miroslav Řihošek | Tschechoslowakei | 13,77000  |
| 9     | Dennis Watts     | Großbritannien   | 13,49000  |